# THE FIX
THE FIX是通過生存綜藝節目《Super Band 2》組建的韓國搖滾女子樂隊，成員包括Leenzy、Jeong Nayoung、Hwang Hyunjo、Eun AhKyung，成立於2021年8月30日（於《Super Band 2》中排名第4），組合於2022年11月26日以首張專輯《RUSH》正式出道。

## 成員資料
| ZO      | 조   | 黃賢祖 | 황현조 | Hwang Hyunjo  | 1995年9月25日 ·  | DJ、製作人、吉他手、貝斯手、鍵盤手、混音師 |
| Leenzy  | 린지 | 李雲姬 | 이윤지 | Lee Yoon-Ji   | 1995年11月16日 · | 隊長、主唱                                 |
| Ahkyung | 아경 | 殷雅敬 | 은아경 | Eun Ahkyung   | 1999年7月23日 ·  | 鼓手                                       |
| Nayoung | 나영 | 鄭娜英 | 정나영 | Jeong Nayoung | 2001年12月10日 · | 結他手、忙內                               |

## 發展歷程

### 2022年
組合於2022年11月26日以單曲專輯《Rush》出道，主打歌《Rush》據說表現了智慧與戰爭女神雅典娜的形象，這個標題透過強烈的金屬聲音清楚地揭示了The Fix的身份。
歌曲《Moonrise》是一首關於狼人的愛情與生活的搖滾抒情曲，The Fix以其強大的衝擊力和哀傷的聲音獲得了極大的讚譽。
還有兩首歌是在首場個人演唱會上先行發布的，並未收錄在這張專輯中，在Pixie的硬碟上殘留的先行粉絲影片之後，《Time》作為第二張單曲發行。

### 2023年
組合於10月10日推出第二張單曲專輯《Time》，這是繼第一首單曲發行近一年後發行的第二張單曲。收錄的《CITY》和《Time》均在先前的演唱會中預先公開。
第一首單曲以強烈的金屬音色為主，而這首單曲則為了配合秋季發行的時期，更加感性、柔和。
第一首主打歌《Time》是一首官方粉絲歌曲，從首場個人演唱會開始就多次演唱。 The Fix 的歌曲通常都有強烈的歌詞和歌詞，但《Time》可能是因為是粉絲歌曲而成為其中最柔和的一首。專輯發行後，The Fix 贏得了樂團比賽Indistance 2023，並獲得了MV製作贊助，這促成了《Time》MV的製作。
第二張主打歌《CITY》據說是一首蘊含著與各自有著不同痛苦的城市居民共情並分享快樂的意志的歌曲。這首歌在2023年的Pentaport演出中首次亮相，其清新且爆發力十足的作曲風格被譽為一首在許多方面都適合搖滾音樂節的歌曲。
CITY的MV由The Fix直接製作。尤其是隊長Lindsay親自負責了MV的策劃和剪輯。 MV開頭的旁白也是Lindsey的聲音。

### 2024年
這張專輯包含了三種撫慰人心的方式：瘋狂的衝刺、憤怒的爆發和心痛的吶喊，官方帳號上發布了每首歌曲的相關資訊和腦部照片，有人推測每首歌都是大腦感受到瘋狂、憤怒和心痛的狀態。
新歌很有龐克風，尤其是TICKI-TA強調快速重複的Hook，從這裡可以看出The Fix在每張專輯中呈現不同風格的音樂嘗試。
第一首主打歌Oddventure傳達了擺脫社會框架，以自己的方式生活的訊息。這首歌很好地捕捉了The Fix之前酷炫而強大的魅力。
歌曲發佈兩週後，Oddventure的MV被上傳，收錄了The Fix成員參加2024台灣TITF音樂節時的照片。概念就像連續觀看Instagram Story一樣。
第二首主打歌《TICKI-TA》是一首關於多巴胺上癮及其引發的危險情況的歌曲。這首歌風格輕快，令人上癮，MV也展示了每個成員對某事上癮的場景，The Fix的所有成員都參與了歌詞創作。
自從The Fix首次個人演出以來，DARK就一直被呈現，並被收錄為官方音源。如標題所示，這首歌是The Fix所有歌曲中最陰鬱的表演和歌詞。

## 音樂作品

### 單曲專輯
| 專輯 # | 專輯資料                                                             | 曲目                      |
| ------ | -------------------------------------------------------------------- | ------------------------- |
| 1st    | 《RUSH》 - 發行日期：2022年11月26日 - 語言：韓語                     | 曲目 1. RUSH! 2. Moonrise |
| 2nd    | 《Sing Out Loud to Survive》 - 發行日期：2023年10月10日 - 語言：韓語 | 曲目 1. Time 2. City      |

## 影音作品

### 音樂錄影帶
| 日期     | 歌名     | 影音   | 備註   |
| 2022年   | 2022年   | 2022年 | 2022年 |
| -------- | -------- | ------ | ------ |
| 11月26日 | RUSH     | MV     | [ 3 ]  |
| 2023年   |          |        |        |
| 10月10日 | CITY     | MV     | [ 4 ]  |
| 2024年   |          |        |        |
| 11月05日 | TICKI-TA | MV     | [ 5 ]  |

## 外部連結
- THE FIX的Instagram帳戶
- YouTube上的THE FIX頻道

個人連結
- Zo的Instagram帳戶
- Leenzy的Instagram帳戶
- Ahkyung的Instagram帳戶
- Nayoung的Instagram帳戶